# Augusto Fernández
Augusto Matías Fernández (nascut el 10 d'abril de 1986) és un exfutbolista professional argentí que jugava com a lateral dret.
El juny de 2014 fou un dels 23 seleccionats per Alejandro Sabella per representar l'Argentina a la Copa del Món de Futbol de 2014 al Brasil.